# Cernay-l’Église
Cernay-l’Église – miejscowość i gmina we Francji, w regionie Burgundia-Franche-Comté, w departamencie Doubs.
Według danych na rok 1990 gminę zamieszkiwały 232 osoby, a gęstość zaludnienia wynosiła 39 osób/km² (wśród 1786 gmin Franche-Comté Cernay-l’Église plasuje się na 515. miejscu pod względem liczby ludności, natomiast pod względem powierzchni na miejscu 729.).